# Estadio Municipal de Balboa
Estadio Municipal de Balboa – wielofunkcyjny stadion znajdujący się w mieście Balboa w Panamie. Na tym stadionie swoje mecze rozgrywa drużyna piłkarska Municipal Chorillo. Stadion posiada 2000 miejsc siedzących. Został zbudowany w roku 1975.